# Henri Michel (Journalist)
Henri Michel (Geburtsname: Heinrich Maria Joseph Michel; * 8. März 1900 in Eupen; † 19. Juni 1976 in Brüssel) war ein belgischer Journalist sowie Mitbegründer und langjähriger Chefredakteur der Eupener Tageszeitung Grenz-Echo.

## Leben und Wirken
Michel wuchs als Sohn des Messinggießers Peter Michel (1869–1936) und seiner Gattin, Cecile Jerusalem (1870–1932), in Eupen auf und wurde durch die einschneidenden politischen Veränderungen jener Zeit geprägt. Diese waren vor allem durch die Unruhen und Folgen des verlorenen Ersten Weltkriegs verursacht, die dazu führten, dass das im Jahr 1920 zuvor zu Preußen gehörende Gebiet Eupen-Malmedy gemäß dem Friedensvertrag von Versailles dem belgischen Staat angegliedert wurde und infolgedessen die dort lebenden Bürger die belgische Staatsangehörigkeit erhielten.
Nach dem Besuch der Volksschule bildete sich Michel zunächst kaufmännisch weiter und erlernte mehrere Sprachen. In den Jahren 1922 bis 1924 nahm er die Stelle eines Bürogehilfen bei der Interalliierten Kommission in Aachen an, wo er als Verbindungsmann zwischen der alliierten Verwaltung und den dortigen Rheinlandseparatisten eingesetzt wurde. Diese Erfahrungen verstärkten seine probelgische Einstellung bei gleichzeitigem Einsatz für die Integration der zuvor deutschen Bürger, die nun „Neubelgier“ waren, in den belgischen Staat sowie seine spätere kompromisslose antisozialistische Marschrichtung gegen den deutschen Staat.
Nach Eupen zurückgekehrt, erhielt Michel im Jahr 1927 das Angebot, zusammen mit Pierre van Werveke, dem vormaligen Mitarbeiter des Generalgouverneurs und Hochkommissars für Eupen-Malmedy, Herman Baltia, sowie mit Unterstützung einflussreicher Geldgeber aus Verviers, die der damaligen Katholischen Partei angehörten, die Wochenzeitung Grenz-Echo, ein „christliches Organ zur Förderung der wirtschaftlichen Interessen der neubelgischen Gebiete“, zu gründen. Er übernahm die Verlagsleitung und nutzte fortan die ihm vom Verwaltungsrat gewährten Freiräume, um mit seinen redaktionellen Beiträgen die Eingliederung der Neubelgier zu forcieren; damit setzte er sich von den „deutschfreundlichen“ Konkurrenzblättern ab. Dieser Einsatz und seine klare Position gegen den Nationalsozialismus in Deutschland führten dazu, dass die Zeitung ab 1933 zunächst auf deutschem Reichsgebiet und im Verlauf des Zweiten Weltkrieges nach dem Einmarsch der deutschen Wehrmacht in Belgien 1940 vollständig verboten wurde.
Dadurch geriet Michel selbst ins Visier der Besatzer und konnte, gewarnt von Freunden, sich und seine Familie am 10. Mai 1940 durch die Flucht nach Brüssel einer drohenden Verhaftung entziehen. Doch bereits am 6. September 1940 wurde er dort von Beamten der Aachener GeStaPo verhaftet. Nach einer Nacht im Gefängnis von Saint-Gilles wurde er in das Aachener Polizeigefängnis verlegt und schließlich in das KZ Sachsenhausen in Oranienburg deportiert. Im Lager war er anfangs dem „Schuhläuferkommando“ zugeteilt, das auf einer Prüfstrecke die Qualität und Haltbarkeit von Schuhen testen musste, und später der Krankenabteilung. Dabei setzte er sich bei der Lagerleitung für seine Mithäftlinge ein, bewirkte einige Vergünstigungen, organisierte Konzert- und Theaterabende und war wegen seiner Sprachkenntnisse als Dolmetscher gefragt. 
Bei der Lagerauflösung am 21. April 1945 schloss er sich dem so genannten „Todesmarsch in die Freiheit“ an, bei dem rund 33.000 der verbliebenen 36.000 Häftlinge in Gruppen von je 500 Häftlingen nach Nordwesten in Marsch gesetzt und nur notdürftig vom Internationalen Roten Kreuz versorgt wurden. Über die Sammelstelle Belower Wald bei Wittstock/Dosse zog Michel mit dem Häftlingstrupp weiter nach Mecklenburg-Vorpommern, wo sie auf russische und amerikanische Truppen stießen, nachdem sie von ihren deutschen Bewachern verlassen worden waren. Michel überlebte den Marsch stark unterernährt und konnte wie viele westeuropäische Häftlinge nach einem Zwischenaufenthalt in Schwerin am 21. Mai 1945 in seine Heimat zurückkehren. 
Die Erlebnisse dieser prägenden Zeit schrieb er in einem Tagebuch nieder, das er später unter dem Titel Oranienburg – Sachsenhausen – KZ-Erinnerungen und Hungermarsch in die Freiheit eines Politischen Gefangenen als Buch veröffentlichte und das posthum von seiner Tochter, Martha Michel, 1985 überarbeitet und neu aufgelegt wurde. Dieses Buch wurde im Jahr 1986 mit dem Preis des Parlaments der deutschsprachigen Gemeinschaft Belgiens ausgezeichnet.
Nach dem Abzug der deutschen Besatzer aus Belgien Ende 1944, noch vor Michels Rückkehr nach Brüssel hatte seine Schwester, die Journalistin Anna Opsomer (1903–1983), bei den zuständigen US-Behörden mit Hilfe von Brüsseler Widerständlern die Erlaubnis für die erneute Herausgabe des Grenz-Echos erwirkt. Michel konnte nach kurzer Rekonvaleszenz  seine Arbeit als Chefredakteur wieder aufnehmen. Er holte ehemalige Mitarbeiter in die Redaktion zurück, darunter Kurt Grünebaum, der ihm 1940 vor dem deutschen Einmarsch zur Flucht verholfen hatte, und den Publizisten Otto Eugen Mayer.
Michel leitete das Grenz-Echo bis zu seiner Pensionierung im Jahr 1965 und verbrachte seinen Lebensabend bei seiner Familie in Brüssel. In den Jahren von 1945 bis 1965 erwarb er sich große Verdienste um das belgische Pressewesen, wertete das vormals wöchentlich erscheinende Grenz-Echo zur Tageszeitung auf, blieb ein energischer Verfechter der katholischen Ausrichtung der Zeitung und widersetzte sich der Öffnung hin zu liberalen oder sozialistischen Ideen. Vehement trat er für die Anerkennung der deutschen Sprache in Ostbelgien bei gleichzeitiger Aussöhnung mit dem deutschen Nachfolgestaat ein. Darüber hinaus knüoftte er enge Kontakte zu zahlreichen innerbelgischen Zeitungen und übernahm diverse Ehrenämter in überregionalen Berufsverbänden ebenso wie in Kultur- und Sozialvereinen in Ostbelgien. Für seine vielfachen Verdienste und sein Lebenswerk wurde Michel national und international mit zahlreichen renommierten Auszeichnungen geehrt.
Michel war in erster Ehe mit Anna Katharina Martha, geborene Hennes (1899–1934), verheiratet, mit der er die Töchter Martha (1928–1991) und Marie-Thérèse (* 1931) und den Sohn Walter (1932–2014) bekam. Nach Annas Tod heiratete er 1936 Madeleine, geborene van Keer (1893–1984); diese Ehe blieb kinderlos. Henri Michel fand seine letzte Ruhestätte auf dem städtischen Friedhof in Eupen.

## Ehrenämter (Auswahl)
- Ehrenpräsident des Allgemeinen belgischen Presseverbandes
- Ehemaliger Präsident der Vereinigung katholischer Journalisten Belgiens
- Ehemaliger Administrator des Instituts für Journalisten
- Ehrenpräsident des Kgl. National-Vokalensemble Willy Mommer
- Ehrenmitglied der Lokalsektion Eupen des Belgischen Roten Kreuzes

## Ehrungen (Auswahl)
- Kommandeur des belgischen Kronenordens
- Kommandeur des Ordens Leopold II
- Offizier des Leopoldordens mit Goldstreifen
- Kreuz des politischen Gefangenen mit 10 Sternen
- Goldmedaille des Roten Kreuzes von Belgien
- Großoffizier des Zivilverdienstordens von Spanien
- Kommandeur des Verdienstordens der Bundesrepublik Deutschland
- Kommandeur des Ordens Nichan el-Anouar
- Kommandeur des Ordens St. Sylvester
- Kommandeur des Ordens Oranje-Nassau
- Kommandeur des Verdienstordens von Argentinien
- Kommandeur des Verdienstordens von Thailand
- Offizier des Ordens Nişan-i İftihar
- Ritter 1. Klasse des Verdienstordens von Österreich

## Schriften (Auswahl)
- Oranienburg – Sachsenhausen – KZ-Erinnerungen und Hungermarsch in die Freiheit eines Politischen Gefangenen, posthum überarbeitet und herausgegeben von Martha Michel, Grenz-Echo Verlag, Eupen 1985, ISBN 3-923099-29-0